# Jana Syslová
Jana Syslová (* 24. ledna 1974 Duchcov) je česká politička a ekonomka, od roku 2010 zastupitelka a starostka obce Hrobčice na Teplicku.

## Život
Vystudovala Střední zemědělskou školu v Žatci (maturovala v roce 1992), v roce 1993 pak ještě absolvovala pomaturitní studium na Obchodní akademii v Teplicích. Jedenáct let pracovala ve finančnictví, především jako bankovní úředník. V roce 2007 založila neziskovou organizaci „Občanské sdružení na záchranu kostela sv. Prokopa v Mukově a ostatních kulturních hodnot obce“.
Jana Syslová žije v obci Hrobčice na Teplicku. Od roku 1993 je vdaná, majíc dvě děti.

## Politické působení
V komunálních volbách v roce 2006 kandidovala jako nestraník za ODS do Zastupitelstva obce Hrobčice, ale neuspěla. Zvolena byla až ve volbách v roce 2010, kdy z pozice nestraníka za hnutí STAN vedla kandidátku subjektu „ZA OBEC KRÁSNĚJŠÍ“ (tj. hnutí STAN a nezávislí kandidáti). Ze zvolených zastupitelů získala nejvíce preferenčních hlasů a dne 8. listopadu 2010 byla zvolena starostkou obce.
Ve volbách v roce 2014 obhájila jako nestraník za hnutí STAN mandát zastupitelky obce, když opět vedla kandidátku subjektu „ZA OBEC KRÁSNĚJŠÍ“ (tj. hnutí STAN a nezávislí kandidáti). Dne 3. listopadu 2014 byla po druhé zvolena starostkou obce. Také ve volbách v roce 2018 obhájila nejprve mandát zastupitelky obce a následně funkci starostky. Stejně tak ve volbách v roce 2022.
V krajských volbách v roce 2012 kandidovala za hnutí STAN v rámci kandidátky subjektu "TOP 09 a Starostové pro Ústecký kraj" do Zastupitelstva Ústeckého kraje, ale neuspěla. Zvolena nebyla ani ve volbách v roce 2016 jako nestraník na samostatné kandidátce hnutí STAN.
V doplňovacích volbách do Senátu PČR v roce 2020 kandidovala již jako členka hnutí STAN v obvodu č. 32 – Teplice na místo po zesnulém Jaroslavu Kuberovi. Získala 6,72 % hlasů a obsadila 5. místo.